# 味沢村
味沢村（あじさわむら）は、かつて愛知県幡豆郡にあった村である。
現在の西尾市（旧・一色町）の一部（一色町味浜・一色町中外沢・一色町小藪・一色町細川など）に該当する。
村名は、前身となった村の名から一文字ずつとった、合成地名である。

## 歴史
- 1876年（明治11年） -
  - 大岡新田、細川新田、西実録新田が合併し、細川村となる。
  - 小藪新田、東実録新田が合併し、小藪村となる。
  - 味浜村、新斎村が合併し、味浜村となる。
  - 芦原村と中外沢村が合併し、中外沢村となる。
- 1889年（明治22年）10月1日 - 細川村、小藪村、味浜村、中外沢村が合併し、味沢村が発足。
- 1906年（明治39年）5月1日 - 一色町、栄生村、五保村、衣崎村と合併し、一色村が発足。同日味沢村は廃止。